# Boombayah
«Boombayah» (кор. 붐바야 Пумбая; ром: Bumbaya) — дебютный сингл южнокорейской гёрл-группы Blackpink, выпущенный лейблом YG Entertainment 8 августа 2016 года. Был выпущен вместе с «Whistle» как цифровой сингл с сингловым-альбомом Square One и распространялся сервисом KT Music. «Boombayah» возглавил чарты Billboard World Digital Songs в первую неделю продаж.

## Предпосылки и релиз
«Boombayah» был выпущен 8 августа 2016 года в 8 часов вечера KST как цифровой сингл с сингловым-альбомом Square One вместе с «Whistle», через различные цифровые музыкальные порталы в Южной Корее.

## Музыкальный видеоклип
Музыкальный видеоклип для «Boombayah» был снято Со Хён-Сын, и был выпущен на официальном канале Blackpink в YouTube 8 августа 2016 года.
31 января 2017 года музыкальный видеоклип сингла «Boombayah» набрало 100 миллионов просмотров на YouTube, что сделало Blackpink пятой K-pop группой, достигнувшей такой отметки. По состоянию на 2021 год видео превысило отметку в миллиард просмотров на видеохостинге, став первым дебютным клипом Kpop артиста, достигшим такого результата.

## Продвижение
Blackpink продвигали «Boombayah» на музыкальной программе Inkigayo 14 августа 2016 года. Они впоследствии продвигали песню в течение двух следующих недель на Inkigayo, а также исполнили «Boombayah» на 26th Seoul Music Awards 19 января 2017 года.

## Творческая группа
- Джису — ведущая вокалистка
- Дженни — основной рэпер, вокалистка
- Розэ — основная вокалистка, ведущий танцор
- Лиса — основной танцор, ведущий рэпер, сабвокалистка[a]
- Тедди Пак — автор текста, композитор
- Boom Bekuh — автор текста, музыка

## Критика
Джефф Бенджамин из Billboard K-Town сказал, что они «охватывают чувства хип-хопа и клубные звуки, с которыми их старшие получили международное признание», ссылаясь на своих коллег по лейблу Psy, Big Bang и 2NE1. Он сказал, что «Boombayah» имеет «экзотический бит».

## Коммерческий успех
«Boombayah» вошел в число 7 с 88,215 загрузок и 1,866,737 потоков в Южной Корее.
В Соединённых Штатах «Boombayah» возглавил мировые цифровые песни Billboard за неделю 27 августа 2016 года. На своей второй неделе на графике «Whistle» разместился под номером 3 за неделю 3 сентября 2016 года.

## Список композиций
| №                   | Название                     | Текст песни          | Музыка                         | Arrangement         | Длительность |
| ------------------- | ---------------------------- | -------------------- | ------------------------------ | ------------------- | ------------ |
| 1.                  | «Whistle» (휘파람 Hwiparam)  | Teddy Bekuh BOOM B.I | Teddy Future Bounce Bekuh BOOM | Teddy Future Bounce | 3:32         |
| 2.                  | «Boombayah» (붐바야 Bumbaya) | Teddy Bekuh BOOM     | Teddy Bekuh BOOM               | Teddy               | 4:01         |
| Общая длительность: | Общая длительность:          | Общая длительность:  | Общая длительность:            | Общая длительность: | 7:33         |

## Чарты
| Чарты (2016—2017)                        | Высшая позиция |
| ---------------------------------------- | -------------- |
| Республика Корея (Gaon Digital Chart)    | 8              |
| США (Billboard World Digital Song Sales) | 1              |
| Франция (SNEP)                           | 196            |
| Япония (Billboard Japan Hot 100)         | 16             |

### Комментарии
1. ↑  Некоторые реперы могут также занимать позицию саб-вокалиста. Это означает, что они также исполняют вокальные партии, но реже, чем остальные участники группы.